# Halenchus fucicola
Halenchus fucicola är en rundmaskart. Enligt Catalogue of Life ingår Halenchus fucicola i släktet Halenchus och familjen Neotylenchidae, men enligt Dyntaxa är tillhörigheten istället släktet Halenchus och familjen Halenchidae. Arten är reproducerande i Sverige. Inga underarter finns listade i Catalogue of Life.